# Matthias Kyburz
Pour les articles homonymes, voir Kyburz.
Matthias Kyburz (né le 5 mars 1990) est un orienteur suisse de haut niveau. 

## Biographie
Le 16 avril 2020, il bat le record du monde du 50 kilomètres sur tapis roulant en 2 h 56 min 35 s. Il court à une allure de 17,1 km/h pendant les 48,3 premiers kilomètres puis accélère à une allure de 17,5 km/h sur la distance restante,. En novembre 2020, il est élu comme membre représentant des athlètes au sein du conseil exécutif de Swiss Olympic.
Le 14 mai 2022, il s'élance parmi les favoris de la quarantième édition du Grand Prix de Berne. Au coude-à-coude avec son compatriote Adrian Lehmann durant la première partie de course, il voit ce dernier lâcher prise sur le pont Montbijou. Matthias Kyburz continue sur son rythme soutenu et s'impose en 48 min 52 s.
En 2024, il décide de se mettre au marathon et ambitionne de se qualifier pour le marathon des Jeux olympiques. Il fait appel au spécialiste de la discipline Viktor Röthlin pour l'entraîner. Le 17 mars, il se teste à l'occasion des championnats suisses de semi-marathon courus dans le cadre de la Rhylauf à Oberriet. Il s'impose aisément en 1 h 2 min 24 s.
Il finit septième et premier européen du marathon de Paris en 2 h 7 min 44 s pour son premier marathon, le 7 avril 2024. Il réussit son pari en réalisant par la même occasion les minimas olympiques pour les Jeux olympiques de Paris.

## Palmarès

### Championnats du monde
- Médaille d'or en 2012 en sprint
- Médaille d'or en 2016 en moyenne distance
- Médaille d'or en 2021 en moyenne distance
- Médaille d'argent en 2021 en longue distance
- Médaille de bronze en 2021 en relais
- Médaille d'argent en 2023 en longue distance
- Médaille d'or en 2023 en moyenne distance

### Jeux mondiaux
- Médaille d'or en 2017 à Wrocław (Pologne) en catégorie Moyenne distance
- Médaille d'argent en 2017 à Wrocław (Pologne) en catégorie Relais mixte
- Médaille de bronze en 2017 à Wrocław (Pologne) en catégorie Sprint

### Jeux mondiaux militaires
- Médaille d'or en 2019 à Wuhan (Chine) en moyenne distance
- Médaille d'or en 2019 à Wuhan (Chine) en relais
- Médaille d'or en 2019 à Wuhan (Chine) par équipe

### Championnats d'Europe
- Médaille d'or en 2021 à Neuchâtel (Suisse) en KO sprint
- Médaille d'or en 2021 à Neuchâtel (Suisse) en relais

### Athlétisme
En 2015, il devient champion suisse de course en montagne à Granges.